# Aurel Dawidiuk
Aurel Dawidiuk (* 20. September 2000 in Hannover) ist ein deutscher Pianist, Organist und Dirigent. Seit der Saison 2024/2025 hat er die Stelle als fester Gastdirigent beim Royal Concertgebouw Orchestra Amsterdam inne.

## Leben
Jan-Aurel Dawidiuk begann seine musikalische Ausbildung im sechsten Lebensjahr mit Klavier und Violine. 2014 wurde er Jungstudent am Institut zur Früh-Förderung musikalisch Hochbegabter (IFF) an der Hochschule für Musik, Theater und Medien Hannover in der Klavierklasse von Konrad Maria Engel. Seit 2016 erhielt er Klavierunterricht bei Roland Krüger und Gabriele Leporatti sowie Orgelunterricht bei Martin Sander in Detmold. Er war zudem sieben Jahre als Sängerknabe (Alt) im Knabenchor Hannover aktiv, den er bei verschiedenen Auftritten im In- und Ausland auch auf dem Klavier begleitete.
Sein Schulpraktikum in der 10. Klasse absolvierte er im Januar 2017 beim Radiosinfonieorchester des ORF, wo er sein Interesse am Dirigieren an der Seite des damaligen, aus Hannover stammenden Chefdirigenten Cornelius Meister pflegen konnte.
Als Pianist, Organist und Cembalist konzertierte er unter anderem in der Elbphilharmonie Hamburg, der Philharmonie Essen, im Kleinen Sendesaal des NDR in Hannover, im Sendesaal Bremen, im Pierre-Boulez Saal Berlin, im Konzerthaus Dortmund, in der Opéra national de Lorraine, im ORF Radiokulturhaus Wien, in der St. Petri-Kirche in Hamburg sowie im Essener Dom. Als Solist trat er u. a. mit der Deutschen Kammerphilharmonie Bremen, der Eroica Berlin, der Sinfonietta Köln, dem Göttinger Symphonieorchester, dem Orchestre de l´Opera national de Lorraine, dem Orchestra da Camera del Trasimeno und dem Kammerorchester Braunschweig auf. Er ist Stipendiat der Jürgen Ponto-Stiftung, der Deutschen Stiftung Musikleben und der Mozart-Gesellschaft Dortmund.
Aurel Dawidiuk ist Gewinner des mit 10.000 Euro dotierten 1. Preises beim TONALi-Klavierwettbewerb in Hamburg. Im TONALi-Finale in der Hamburger Elbphilharmonie spielte er das Klavierkonzert von Robert Schumann mit der Deutschen Kammerphilharmonie Bremen unter Leitung der chinesischen Dirigentin Elim Chan. Zudem erhielt er beim TONALi19-Klavierwettbewerb den Publikumspreis, den Christoph-Eschenbach-Preis, den TONALiSTEN-Preis, den Mieczysław-Weinberg-Preis, den Sonderpreis des Mariinsky Orchestra Sankt Petersburg, den Konzertpreis der TheaterGemeinde Hamburg, den Saltarello-Preis sowie den Preis des Festivals „Musik in den Häusern der Stadt“.
Seit September 2020 studiert er an der Zürcher Hochschule der Künste Orchesterdirigieren bei Johannes Schlaefli und Klavier bei Till Fellner und setzt sein Orgelstudium bei Martin Sander an der Musik-Akademie Basel fort. 
Im März 2021 wurde Aurel Dawidiuk in das Förderprogramm des Dirigentenforums des Deutschen Musikrates aufgenommen. Er besuchte Meisterkurse unter anderem bei Paavo Järvi, Joana Mallwitz und Pierre-André Valade und dirigierte bereits namhafte Orchester wie das Berner Symphonieorchester, das Musikkollegium Winterthur und das Städtische Orchester Thessaloniki. 
Im August 2022 gewann er den Preis des Deutschen Musikwettbewerbs, der seit dem Jahr 2001 nicht mehr an einen Organisten vergeben worden war. Verbunden damit waren der Sonderpreis der Bundesstadt Bonn sowie eine eigene CD-Produktion mit dem Label GENUIN.

## Auszeichnungen
- 2015: 1. Preis beim Internationalen Klavierwettbewerb Jugend in Essen
- 2016: 1. Preis beim Schumann-Wettbewerb in Zwickau
- 2018: 1. Preis The London Organ Competition
- 2019: 1. Preis International Young Organist Competition Moscow
- Insgesamt sieben 1. Bundespreise bei Jugend musiziert sowie Sonderpreise wie der Hans Sikorski-Gedächtnispreis und der Eduard-Söring-Preis der Deutschen Stiftung Musikleben
- 2019: 1. Preis beim TONALi-Klavierwettbewerb in Hamburg sowie zahlreiche Sonderpreise
- 2022: Preis des Deutschen Musikwettbewerbs sowie Sonderpreis der Bundesstadt Bonn
- 2023: 1. Preis beim Internationalen Hans-von-Bülow-Wettbewerb in Meiningen in der Kategorie „Dirigieren vom Klavier“
- 2023: Neeme Järvi Prize im Rahmen der Gstaad Conducting Academy
- 2023: Ernst-von-Schuch-Dirigentenpreis

## Diskografie
- LISZT | B-A-C-H mit Klavierwerken von Franz Liszt und Johann Sebastian Bach (Etera Classics 2022)

- B-A-C-H "Hommage à..." mit Orgelwerken von Johann Sebastian Bach, Johann Ludwig Krebs, Franz Liszt, Max Reger und Zsigmond Szathmary (GENUIN 2023)

## Belege
1. ↑  Concertgebouw Orchestra bekommt festen Gastdirigenten. In: Musik Heute:. 1. Juni 2024, abgerufen am 1. Juni 2024.
2. ↑  Interview mit Aurel Dawidiuk beim Konzert am 21. März 2021 im großen Sendesaal des ORF im Radiokulturhaus Wien, von Ö1 live übertragen.

| Personendaten    | Personendaten                            |
| ---------------- | ---------------------------------------- |
| NAME             | Dawidiuk, Aurel                          |
| KURZBESCHREIBUNG | deutscher Pianist, Organist und Dirigent |
| GEBURTSDATUM     | 20. September 2000                       |
| GEBURTSORT       | Hannover                                 |